# Mequon
Mequon is een plaats (city) in de Amerikaanse staat Wisconsin, en valt bestuurlijk gezien onder Ozaukee County.

## Demografie
Bij de volkstelling in 2000 werd het aantal inwoners vastgesteld op 21.823. In 2006 is het aantal inwoners door het United States Census Bureau geschat op 23.600, een stijging van 1777 (8,1%).

## Geografie
Volgens het United States Census Bureau beslaat de plaats een oppervlakte van 121,2 km², waarvan 119,6 km² land en 1,6 km² water.

## Plaatsen in de nabije omgeving
De onderstaande figuur toont nabijgelegen plaatsen in een straal van 8 km rond Mequon.

## Geboren
- Willy Porter (1964), folkmuzikant